# Guido Luigi Bentivoglio
Guido Luigi Bentivoglio (Viterbo, 22 maggio 1899 – Catania, 8 dicembre 1978) è stato un arcivescovo cattolico italiano.

## Biografia
All'età di 10 anni, nel 1909 entrò nel Collegio dei Cistercensi di Cortona e nel 1914 diventò novizio nel monastero cistercense di Santa Maria dei Lumi di San Severino Marche. Il 9 giugno 1915 emise la professione solenne nell'ordine dei Cistercensi.
Il 10 giugno 1922 fu ordinato presbitero.
Fu studioso di storia e di diritto canonico. Nel 1935 papa Pio XI gli affidò l’incarico di giudice prosinodale a Roma e più tradi, nel 1938, quello di Commissario per la Sacra Congregazione dei Riti.
Il 22 luglio 1939 papa Pio XII lo nominò vescovo di Avellino. Ricevette l'ordinazione episcopale il successivo 24 agosto dal cardinale Raffaele Carlo Rossi, segretario della Congregazione Concistoriale, co-consacranti Luca Ermenegildo Pasetto, segretario della Sacra Congregazione dei Religiosi, e Francesco Petronelli, suo predecessore ad Avellino.
Il 30 marzo 1949 lo stesso papa lo nominò arcivescovo titolare di Laodicea di Siria e arcivescovo coadiutore di Catania.
Il 3 aprile 1952, alla morte dell'arcivescovo Carmelo Patanè, gli succedette come arcivescovo di Catania.

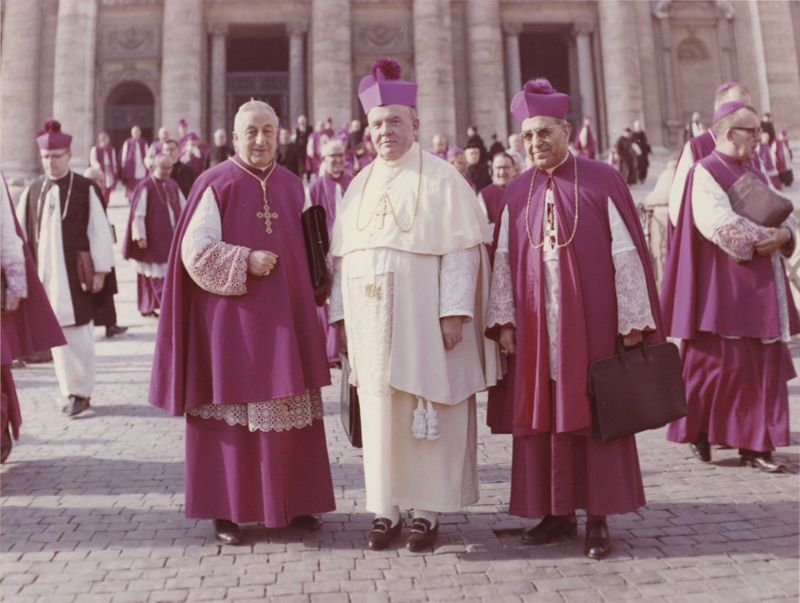
Mons. Guido Luigi Bentivoglio al Concilio Vaticano II

Partecipò a tutte le sessioni del Concilio Vaticano II. 
Il 16 luglio 1974 papa Paolo VI accolse le sue dimissioni dal governo pastorale dell'arcidiocesi, chiamando a succedergli Domenico Picchinenna.
Si ritirò a Roma presso il monastero di santa Croce in Gerusalemme; poi nei pressi di Catania, nell'Oasi Maria Santissima Assunta di Aci Sant'Antonio. 
Morì a Catania l'8 dicembre 1978. I funerali furono celebrati nella cattedrale di Catania da Domenico Picchinenna. Fu sepolto nello stesso edificio; sulla lastra sepolcrale, come da suo desiderio, fu aggiunta la frase: Viterbese Cistercense Arcivescovo, in omaggio alla sua terra natale.

## Genealogia episcopale e successione apostolica
La genealogia episcopale è:
- Cardinale Scipione Rebiba
- Cardinale Giulio Antonio Santori
- Cardinale Girolamo Bernerio, O.P.
- Arcivescovo Galeazzo Sanvitale
- Cardinale Ludovico Ludovisi
- Cardinale Luigi Caetani
- Cardinale Ulderico Carpegna
- Cardinale Paluzzo Paluzzi Altieri degli Albertoni
- Papa Benedetto XIII
- Papa Benedetto XIV
- Papa Clemente XIII
- Cardinale Marcantonio Colonna
- Cardinale Giacinto Sigismondo Gerdil, B.
- Cardinale Giulio Maria della Somaglia
- Cardinale Carlo Odescalchi, S.I.
- Cardinale Costantino Patrizi Naro
- Cardinale Lucido Maria Parocchi
- Papa Pio X
- Cardinale Gaetano De Lai
- Cardinale Raffaele Carlo Rossi, O.C.D.
- Arcivescovo Guido Luigi Bentivoglio, O.C.S.O.

La successione apostolica è:
- Vescovo Francesco Ricceri (1957)
- Vescovo Costantino Trapani, O.F.M. (1962)
- Vescovo Salvatore Di Salvo (1968)